# State of Emergency (Lil Tjay)
State of Emergency è il primo EP del rapper statunitense Lil Tjay, pubblicato l'8 maggio 2020.

## Copertina
La copertina dell'album raffigura il rapper in piedi al centro, in sfondo si notano dei palazzi (molto probabilmente di New York) e dei volatili che si aggirano tra i palazzi. il tutto è riproposto sul colore blu.

## Curiosità
I brani Ice Cold e Zoo York, sono gli unici ad avere un video musicale su YouTube. L'ultimo dei presenta le collaborazioni di Pop Smokee Fivio Foreign, che appare anche nel brano Shoot for the Stars.

## Recensione
Pitchfork assegna 6.7/10 e dice: "In 22 minuti per lo più divertenti e pieni di ospiti, il giovane rapper di New York fa ciò che deve essere fatto e si mette in posa per la sua città". Spiega anche come il nome dell'EP non ha nulla a che vedere con la pandemia di COVID-19, ma ai problemi di omicidio causati a New York. Tuttavia aggiunge che l'album creato in tempi troppo ristretti e che 22 minuti non bastano per dare una recensione del tutto positiva.

## Tracce
1. Ice Cold – 3:20
2. Zoo York (feat. Fivio Foreign & Pop Smoke) – 3:35
3. Shoot for the Stars (feat. Fivio Foreign) – 2:27
4. Wet Em Up Pt. 2 (con Sheff G & Sleepy Hallow) – 3:12
5. City on My Back (con Jay Critch) – 3:24
6. My City (con J.I) – 3:03
7. Gettin Lit (con Jay Gwuapo) – 3:21